# Kościół Świętej Trójcy w Monachium

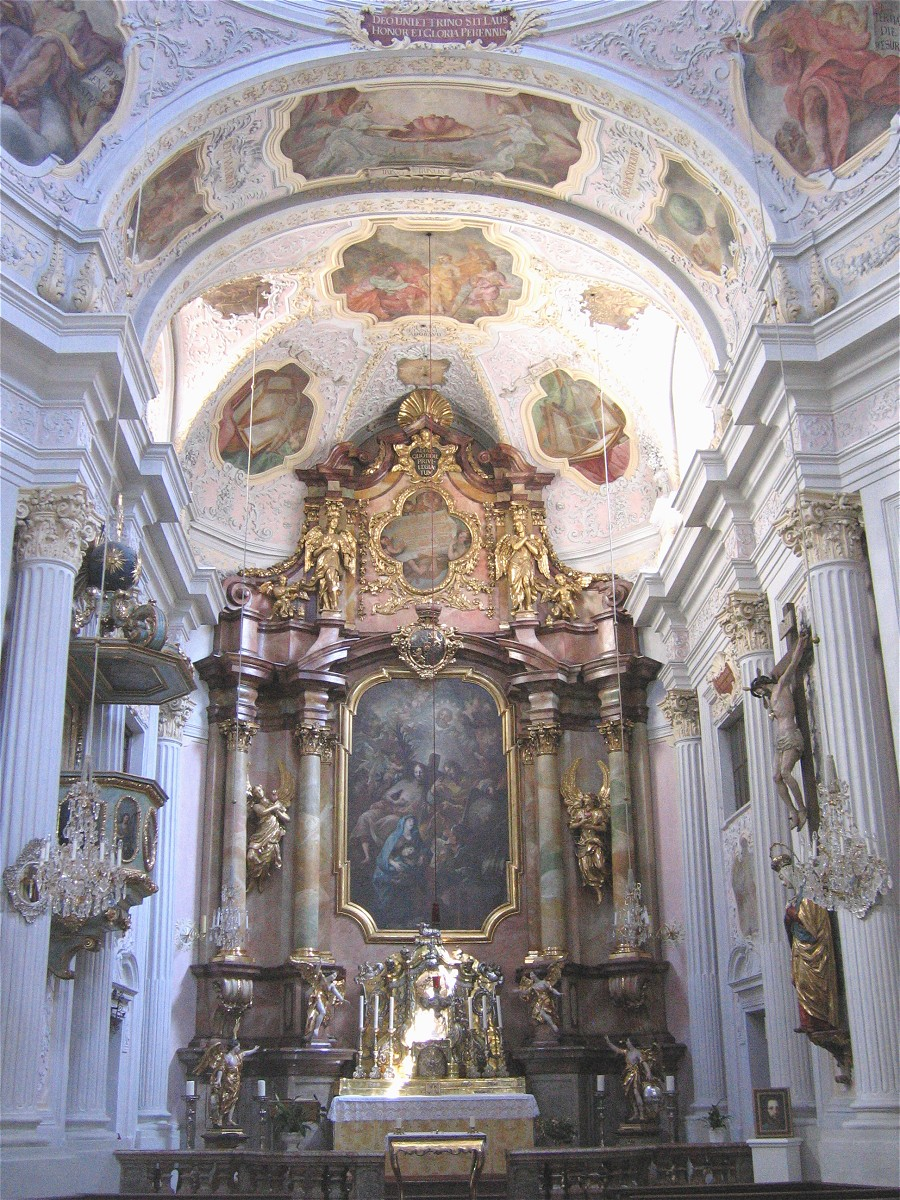
Kościół Świętej Trójcy w Monachium – ołtarz główny

Kościół Świętej Trójcy (niem. Dreifaltigkeitskirche) – kościół katolicki w Monachium, w Niemczech. Znajduje się przy Pacellistrasse w historycznym centrum miasta, niedaleko Katedry Najświętszej Marii Panny.
Powstał jako ofiara wotywna trzech stanów: mieszczaństwa, arystokracji i kleru, złożona z nadzieją na zażegnanie niebezpieczeństw, które groziły miastu w czasie trwającej od 1701 r. wojny o sukcesję hiszpańską. Zbudowany został według planów G.A. Viscardiego. Kamień węgielny położono w 1711 r. Budowę prowadził, jako główny architekt dworu bawarskiego, sam Viscardi. Współpracowali z nim Enrico Zuccalli oraz Johann Georg Ettenhofer. Kościół konsekrowano w 1718 r. Do chwili obecnej jest kościołem konwentualnym monachijskiego zakonu karmelitów.
Kościół Świętej Trójcy jest, obok Kościoła Teatynów, najświetniejszym przykładem włoskiego baroku w stolicy Bawarii. We wnętrzu zachowało się szereg dzieł twórców niemieckiego baroku, m.in. G. Ruffiniego, A. Faistenbergera, J.B. Strauba i J.G. Baadera. Autorem imponującego fresku w kopule kościoła, przedstawiającego Trójcę Świętą w glorii, jest inny monachijski artysta, Cosmas Damian Asam.